# Tower Records
Tower Records era una cadena de tiendas de música que tenía sede en Sacramento, California, Estados Unidos. Actualmente existe como una franquicia internacional y como tienda de música por Internet.
Desde 1960 hasta 2006, Tower Records poseía tiendas físicas en los Estados Unidos, las cuales cerraron cuando la compañía se declaró en bancarrota y se liquidó. Tower.com fue adquirida por una entidad aparte y no fue afectada por el cierre de los locales.[cita requerida]

## Historia
Tower fue fundada en 1960 por Russ Solomon en Sacramento, California. La tienda tenía el mismo nombre que la farmacia de su padre, la cual compartía espacio con el Tower Theater, donde Solomon comenzó con la venta de discos. La primera tienda de Tower Records abrió en 1960, en Watt Avenue, en Sacramento. Hacia 1976, Solomon había inaugurado Tower Books, Posters, and Plants en el 1600 Broadway, al lado de Tower Records.
Siete años después de su fundación, Tower Records se expandió a San Francisco, California, inaugurando una tienda en la que originalmente era una abarrotería en las calles Bay y Columbus. La cadena inició su expansión internacional, y abrió tiendas en Canadá, Reino Unido, Japón, Hong Kong, Taiwán, Singapur, Corea del Sur, Tailandia, Malasia, Filipinas, Irlanda, Israel, Emiratos Árabes Unidos, México, Colombia, Ecuador y Argentina. Las tiendas de Tower Records en Japón se separaron de la cadena principal y actualmente son independientes. Tal vez la tienda más famosa de Tower Records es la que está ubicada en el costado norte de Sunset Boulevard en West Hollywood, California.[cita requerida]
Además de discos compactos y cassettes, las tiendas también vendían DVD, videojuegos, accesorios, juguetes y artículos electrónicos como reproductores de MP3, y algunas de sus tiendas también vendían libros como, por ejemplo, las tiendas ubicadas en Brea, California, Mountain View, California, Nashville, Portland, Seattle, y Sacramento.[cita requerida]
En Nueva York, Tower Records poseía una serie de tiendas en Broadway y en sus cercanías. La tienda principal estaba en la esquina suroeste de East 4th St con Broadway, poseía 4 niveles y vendía los mismos artículos que en las otras tiendas. El denominado Tower Records Annex estaba en el mismo edificio, pero ubicado en la parte trasera de la tienda principal, en la esquina suroeste de East 4th St con Lafayette, y vendía artículos más antiguos o de menor categoría (dado que el CD reemplazó al LP, los discos de vinilo se vendían en el anexo de la tienda). La tercera tienda se llamab Tower Video, y estaba en la esquina sureste de East 4th St con Lafayette. Esta tienda se especializaba, como su nombre lo indica, en videos. La tienda principal en el East Village de Manhattan fue famosa en los años 80 por vender álbumes de bandas europeas de new wave que aún no eran famosas en los Estados Unidos, y era un lugar concurrido por los adolescentes del área metropolitana.[cita requerida]
La empresa publicaba una revista de música, Pulse!, la cual se distribuía de manera gratuita en sus tiendas.[cita requerida]
En el 2005, la empresa comenzó a usar estaciones de "ingresa y escucha" ("scan and listen", en inglés) en sus tiendas. Estas estaciones permitían a los clientes seleccionar un CD y escuchar muestras de audio del disco, así como también permitían buscar un álbum, canción o artista en particular. Cuando Tower se retiró del negocio, las mismas estaciones seguían siendo utilizadas por la cadena de tiendas de música Zia Records.
En el 2006, la empresa introdujo el programa Tower Insider. El programa era gratuito y permitía a los clientes recibir una tarjeta de membresía la cual debía ser escaneada en cada compra y permitía al cliente recibir cupones y notificaciones de ofertas especiales por correo electrónico.[cita requerida]

### Bancarrota
Tower Records ingresó a la bancarrota por primera vez en el 2004. Diversas fuentes señalan que la gran deuda se debía a su gran expansión en los años 90, el aumento de la competencia por parte de las tiendas de descuento y la piratería por internet. Una serie de malas decisiones ejecutivas también contribuyeron a la caída de Tower Records.
La deuda se cuantificó entre 100 y 80 millones de dólares, y los activos, en poco más de 100 millones de dólares durante febrero del 2004.

### Liquidación

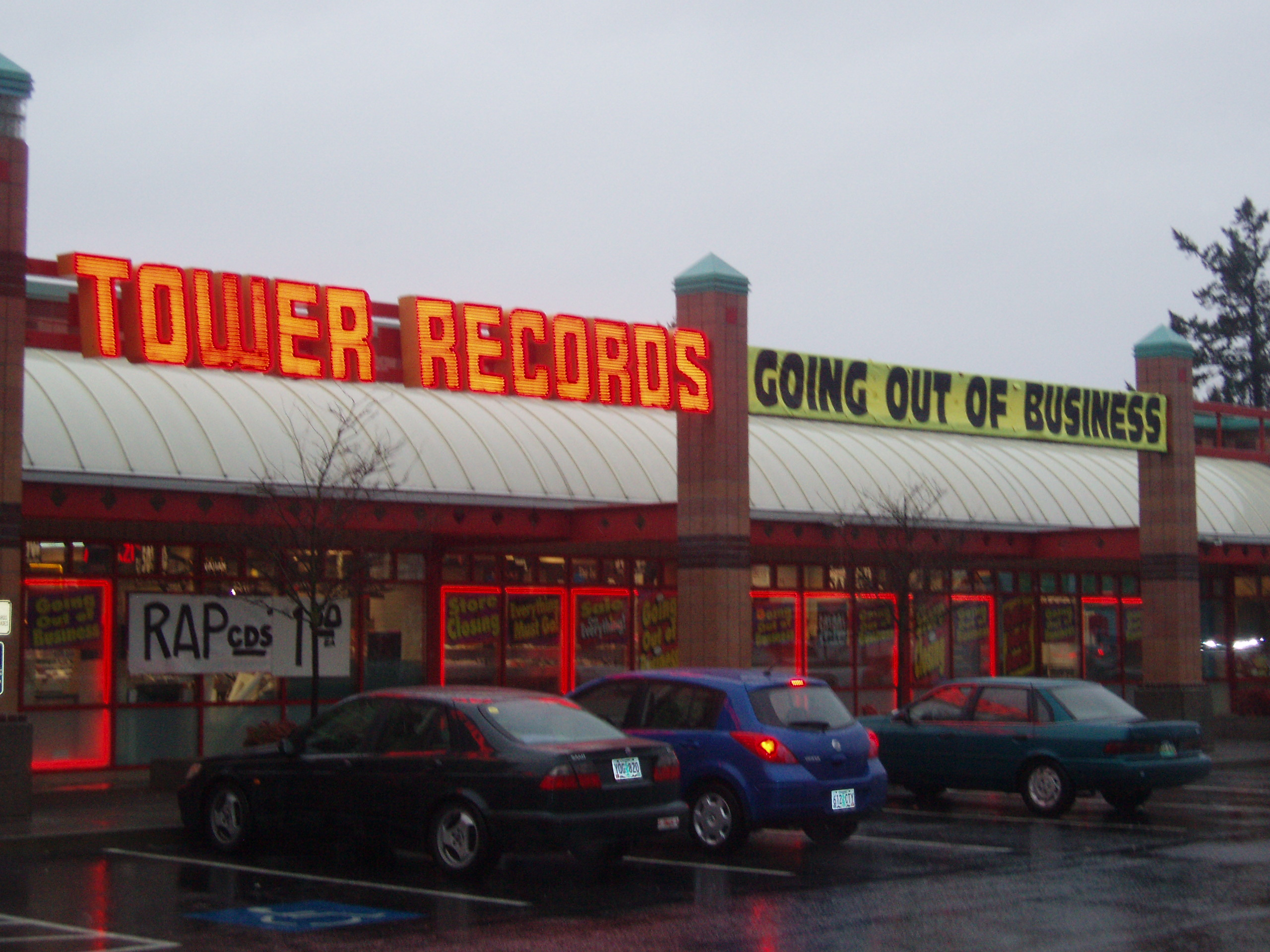
Una tienda de Tower Records anuncia su cierre en Portland, Oregon.

El 20 de agosto del 2006, Tower Records se acogió al Capítulo 11 de bancarrota por segunda vez, con el fin de facilitar la venta de la compañía antes de la temporada de compras de fin de año.
El 6 de octubre del 2006, Great American Group ganó la venta de los activos de la empresa e inició los procedimientos de liquidación al día siguiente, la cual incluyó liquidaciones en todas las locaciones de Tower Records en los Estados Unidos. La última tienda cerró sus puertas el 22 de diciembre del 2006. El sitio web de Tower Records se vendió separadamente.
FYE, una cadena de tiendas de música ubicada en diversos centros comerciales, había adquirido las dos locaciones históricas de Tower en Sacramento, California, pero luego desistieron. FYE adquirió el terreno que ubicaba la tienda de West End Avenue en Nashville, Tennessee. Rasputin Music, una tienda de música nueva y usada con sede en el área de la bahía de San Francisco, se expandió al Valle Central de California y adquirió los terrenos de las tiendas de Tower en Fresno, California y en Stockton, California. Rasputin Music también se trasladó a la antigua tienda de Tower Records en Mountain View, California, y trasladó su tienda en Pleasant Hill, California, a la antigua tienda de Tower en Concord, California.[cita requerida]
La tienda, ubicada en Landmark Plaza, en Alexandria, Virginia, cerró el 18 de diciembre del 2006, y la ubicación en Pike 7 Plaza en Vienna, Virginia, cerró el 21 de diciembre del 2006. La tienda de Washington D. C. cerró al día siguiente, así como también la tienda ubicada en Atlanta.[cita requerida]
El viernes 22 de diciembre del 2006, la última tienda de Nueva York, ubicada en 1961 Broadway, sólo una cuadra al norte del famoso Lincoln Center en el West Side de Manhattan, cerró sus puertas junto con todas las locaciones restantes en los Estados Unidos. La última tienda de Tower Records en cerrar fue la que está en Mountain View, California, y lo hizo durante la tarde.[cita requerida]
En Honolulu, Hawái, la tienda ubicada en Ala Moana se convirtió en una tienda Walgreens, pero la segunda tienda, ubicada en el Pearlridge Shopping Center, en Aiea, se mantiene vacía.[cita requerida]
El edificio de Sacramento fue una tienda de Tower Records durante 40 años, y cerró cuando la cadena se retiró del negocio a fines de diciembre. En octubre, Solomon inició una nueva tienda de música denominada Resurrection Records. En mayo del 2007, la antigua Tower Records en Broadway en Sacramento se transformó en la tienda R5 Records, creada por Russ Solomon. R5 Records cerró el 4 de junio de 2010 y se vendió a su rival, Dimple Records, la cual reabrió la tienda a mediados de julio del 2010.

### Retorno
La empresa de ventas en línea Caiman Inc. relanzó el sitio web de Tower Records desde su ubicación en el área de Montreal el 1 de junio del 2007. También anunció planes para relanzar las tiendas con locaciones en Los Ángeles, Nueva York, y San Francisco dentro de los siguientes nueve meses. Incluso contrataron al exvendedor Kevin Hawkins para que les ayudara en la reapertura. Sin embargo, Hakwins y el exempleado George Scarlett abandonaron Caiman. El sitio web se mantiene en Montreal, Canadá, pero la partida de esos dos empleados plantea dudas sobre el posible relanzamiento de las tiendas físicas.[cita requerida]

## Tiendas en otros países

### Reino Unido
Inicialmente, Tower Records era sólo una tienda ubicada en Londres, con una primera ubicación en Kensington High Street en 1984, seguida al año siguiente de una tienda en Piccadilly Circus y posteriormente por dos tiendas menores en Whiteleys en Bayswater, y Kingston upon Thames. Sin embargo, al inicio de los años 90 la cadena había ampliado su número de tiendas, las cuales también vendían películas, libros, revistas y juegos. Estas nuevas tiendas se hallaban en Birmingham y en Glasgow, y también había tiendas pequeñas adquiridas a su rival estadounidense Sam Goody cuando abandonó el mercado británico.[cita requerida]
Sin embargo, debido a las duras condiciones de mercado en el Reino Unido, así como los problemas que acarreaba la empresa en los Estados Unidos, la firma siguió a Sam Goody al retirarse del Reino Unido. Las tiendas de Londres en Piccadilly y Kensington se vendieron a Virgin Group en el 2003, la cual mantuvo el nombre de la antigua cadena mientras se reacondicionaron y se cerraban las tiendas menores en otras ciudades británicas. La tienda recibió el nombre de Zavvi en septiembre del 2007, luego de la venta de Virgin Megastores. La tienda de Piccadilly cerró el 14 de enero del 2009.[cita requerida]

### México
La primera tienda en América Latina, tienda ubicada en Ciudad de México, con una primera ubicación en Niza, zona Rosa en el año de 1993 en el mes de octubre, tuvo una gran inauguración llena de artistas nacionales e internacionales. De ahí se abrieron varias tiendas en la Ciudad de México, como la tienda ubicada en Altavista, seguida de otras en centros comerciales y otros Estados de la República mexicana. Fue un éxito y llegó a competir con tiendas ya bien posicionadas  Le siguieron inauguraciones en otros países de Latinoamérica.

### Japón

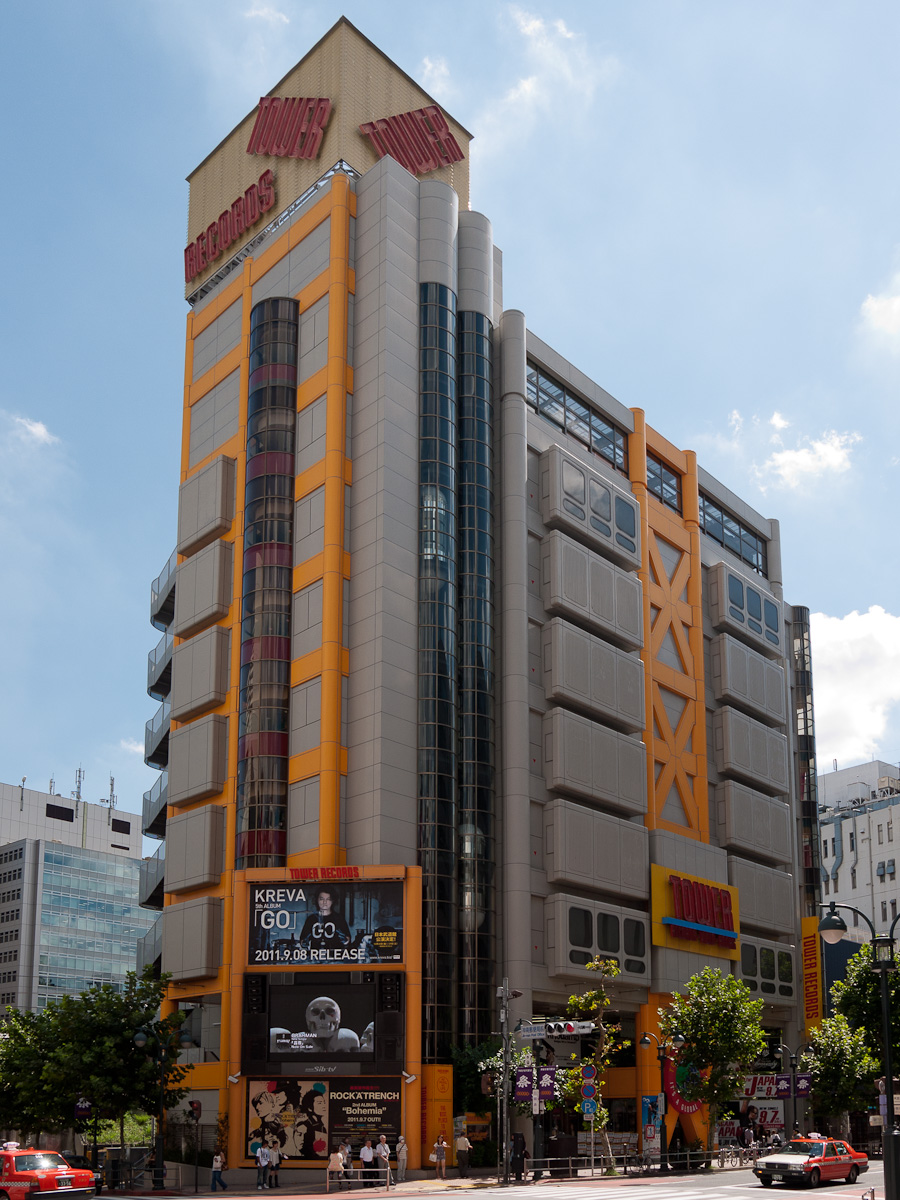
Edificio de Tower Records en Shibuya.

En 1979, Tower Records inició sus operaciones en Japón como la franquicia japonesa de MTS Incorporated. Al año siguiente, se inauguró la primera tienda en Japón, ubicada en Sapporo. En 1981, se fundó la subsidiaria japonesa, denominada Tower Records Japan Inc. (TRJ).[cita requerida]
En octubre del 2002, TRJ se separó de la cadena internacional, por lo que la bancarrota de Tower Records en Estados Unidos no la afectó. En el 2009, TRJ mantenía 80 tiendas en Japón. TRJ también publica las revistas gratuitas Tower, intoxicate y bounce mediante su subsidiaria NMNL.[cita requerida]

### Argentina
El jueves 3 de abril de 1997 abrió sus puertas el local en Santa Fe y Riobamba, ciudad de Buenos Aires. La inauguración fue una concurrida reunión en la cual el cantante Iggy Pop participó del tradicional corte de cintas.
La llegada de esta cadena al país se concretó mediante una joint venture (cada empresa pone cierta parte del total de la inversión) entre el grupo comandado por Eduardo Costantini - que tiene la representación de la disquería en América del Sur - y Tower Records. Eduardo Costantini, finalmente, en 1998 cedió la conducción a la casa central.[cita requerida]
Luego abrieron locales en avenida Cabildo y Juramento, Belgrano y peatonal Florida, frente a Galerías Pacífico, además del local del Village Recoleta, que se inauguró en diciembre de 1999.[cita requerida]
En marzo del 2000, comenzó a funcionar la quinta megatienda de su cadena, en Pilar.[cita requerida]
También se expandieron a Puerto Madryn (Chubut), Córdoba, San Isidro, La Plata (capital bonaerense) y al barrio porteño de Caballito.[cita requerida]
El 18 de marzo del 2003, Tower Records pidió su concurso preventivo, paso previo al cierre definitivo de sus sucursales y la devolución de la marca a la casa matriz en Estados Unidos.[cita requerida]